# کیتا-اوساکا کیوکو
کیتا-اوساکا کیوکو (انگلیسی: Kita-Osaka Kyuko Railway) شرکت ترابری ریلی ژاپنی است، که در سال ۱۹۶۷ تأسیس شد.